# Acvilă țipătoare mare
Acvila țipătoare mare (Clanga clanga) este o pasăre răpitoare migratoare mare din familia Accipitridae. 
Este un membru al subfamiliei Aquilinae, cunoscută sub numele de „vulturi încălțați”. A fost clasificat ca membru al genului Aquila, dar a fost reclasificat în genul distinct Clanga, împreună cu celelalte două specii de vulturi pătați.

## Taxonomie și etimologie

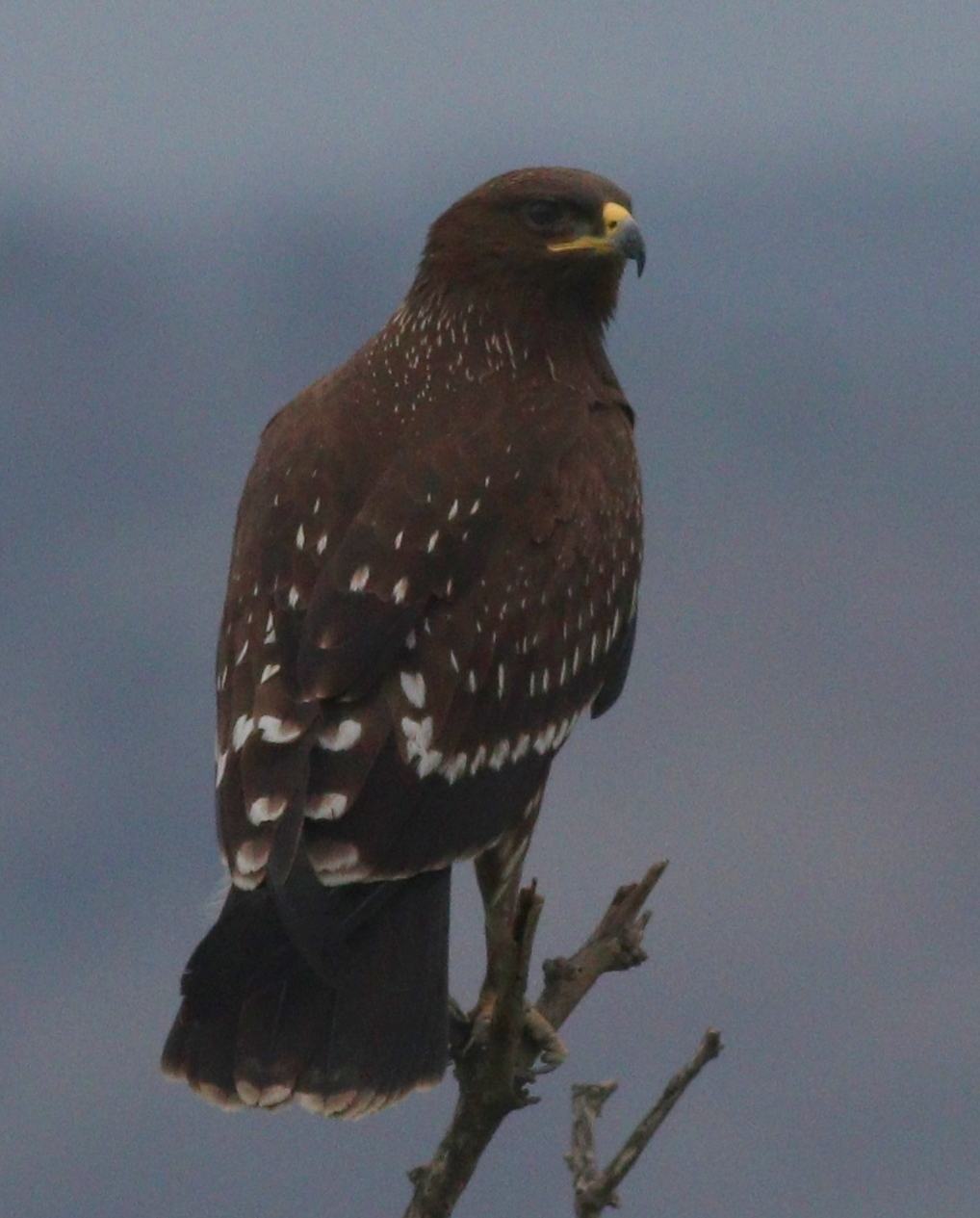
Acvila țipătoare mare în Israel

Acvililele țipătoare mari sunt membri ai subfamiliei Aquilinae, sau „vulturi încălțați”, un grup monofiletic din cadrul familiei mai mari Accipitridae. Toate acvilele încălțațe au pene care le acoperă picioarele. Membrii acestei familii diverse, cu o arie de răspândire largă, pot fi găsiți pe toate continentele, cu excepția Antarcticii. Sunt recunoscute treizeci și opt de specii de vulturi încălțați. 
Vulturii încălțați sunt adesea grupați cu genurile Buteo și Haliaeetus și cu alți accipitridae mai grei, dar ar putea fi înrudiți mai strâns cu șoimii accipitridae mai subțiri. Cea mai apropiată rudă în viață a acvilei țipătoare mari este acvila țipătoare mică. Se crede că acestea s-au despărțit de la cel mai recent strămoș comun în jurul Pliocenului mijlociu, cu aproximativ 3,6 milioane de ani în urmă. Acest "proto-vultur pătat" a trăit probabil în regiunea generală a Afganistanului de astăzi și s-a divizat în două linii, una nordică și una sudică, atunci când ghețarii și deșerturile au avansat în Asia Centrală la începutul ultimei ere glaciare. Linia nordică s-a separat ulterior în speciile de acvilă  țipătoare mare (estică) și mică (vestică) de astăzi, probabil în jurul graniței dintre pliocen și pleistocen, acum aproape 2 milioane de ani.
Acvila țipătoare a fost clasificată ca făcând parte din genul Aquila, alături de alți câțiva vulturi, majoritatea mari, de culoare maronie. Cu toate acestea, studiile filogenetice moleculare care utilizează o secvență mitocondrială și două secvențe de gene nucleare au arătat că acvilele țipătoare formează un grup monofiletic între ei și cu vulturul cu creastă lungă (Lophaetus occipitalis). Studiile sugerează că acvilele țipătoare ar trebui să fie grupate cu Lophaetus sau că toate aceste specii ar trebui să fie grupate în Aquila. În plus, a fost descoperită o relație strânsă între acvilele țipătoare și vulturul negru (Ictinaetus malaiensis) originar din Asia. Acvilele țipătoare, vulturul cu creastă lungă și vulturul negru pot constitui un complex de specii sau o cladă. În cele din urmă, acvilele țipătoare au fost reclasificate ca un gen distinct, Clanga, datorită dovezilor genetice copleșitoare și divergențelor mari în morfologie și ecologie dintre acvilele țipătoare și taxonii lor soră. Denumirea științifică Clanga poate deriva din greaca veche κλαγγή (lit. „țipăt”), sau rădăcina sa poate fi cuvântul grecesc klangos (o formă variantă a lui plangos) pentru „un fel de vultur”, menționat de Aristotel.
Hibridizarea extensivă între acvila țipătoare mare și acvila țipătoare mică are loc probabil pentru că cele două specii au una dintre cele mai apropiate relații dintre toți taxonii Accipitrid studiați îndeaproape, în ciuda diferențelor genetice semnificative. Secvențele genetice mitocondriale ale acestor specii au o divergență de peste 3%, aproximativ de două ori mai mare decât se consideră diferența genetică minimă pentru a distinge două specii. O a treia acvilă pestriță, acvila țipătoare indiană (Clanga hastata), a fost recunoscută ca specie distinctă de acvila țipătoare mică, de dimensiuni similare, în 2006.

## Descriere

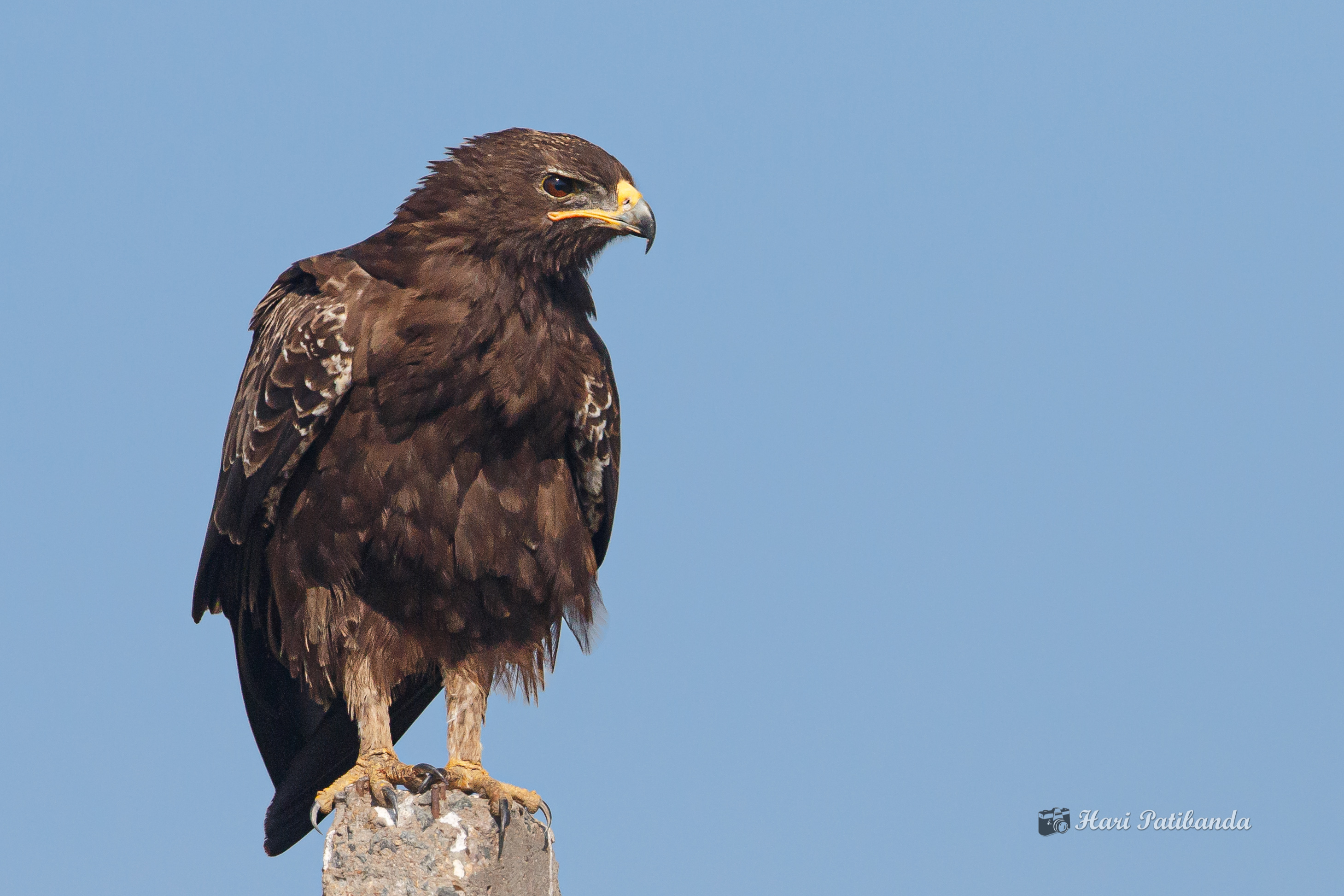
Clanga clanga

Este o acvilă robustă. În mod normal, este negru-maroniu, cu un cioc galben contrastant. Această specie are un gât scurt, un cap mare și deseori cu coada zburlită, un cioc puternic și o linie a gurii scurtă cu nări rotunde. Aripile sunt late și lungi, ajungând până la vârful cozii. Coada este relativ scurtă și rotunjită. Efectul general al aripilor late și al cozii scurte le poate conferi o siluetă aproape asemănătoare cu cea a vulturului. Picioarele sunt mari, iar penele care acoperă picioarele sunt dispuse mai puțin compact decât la vulturii mai puțin pătați.
Cele mai multe poziții sunt în vârful copacilor, la marginea pădurii, sau în puncte de observație mai izolate, cum ar fi un tufiș, un stâlp de electricitate sau un mal abrupt de râu. Nu este neobișnuit ca vulturii pestriți să se hrănească de la sol sau să se odihnească acolo într-o poziție oarecum cocoșată.
Adulții au, în general, o culoare destul de uniformă, de la maro închis la maro negricios, deși coloritul poate părea purpuriu și lucios.

### Dimensiune

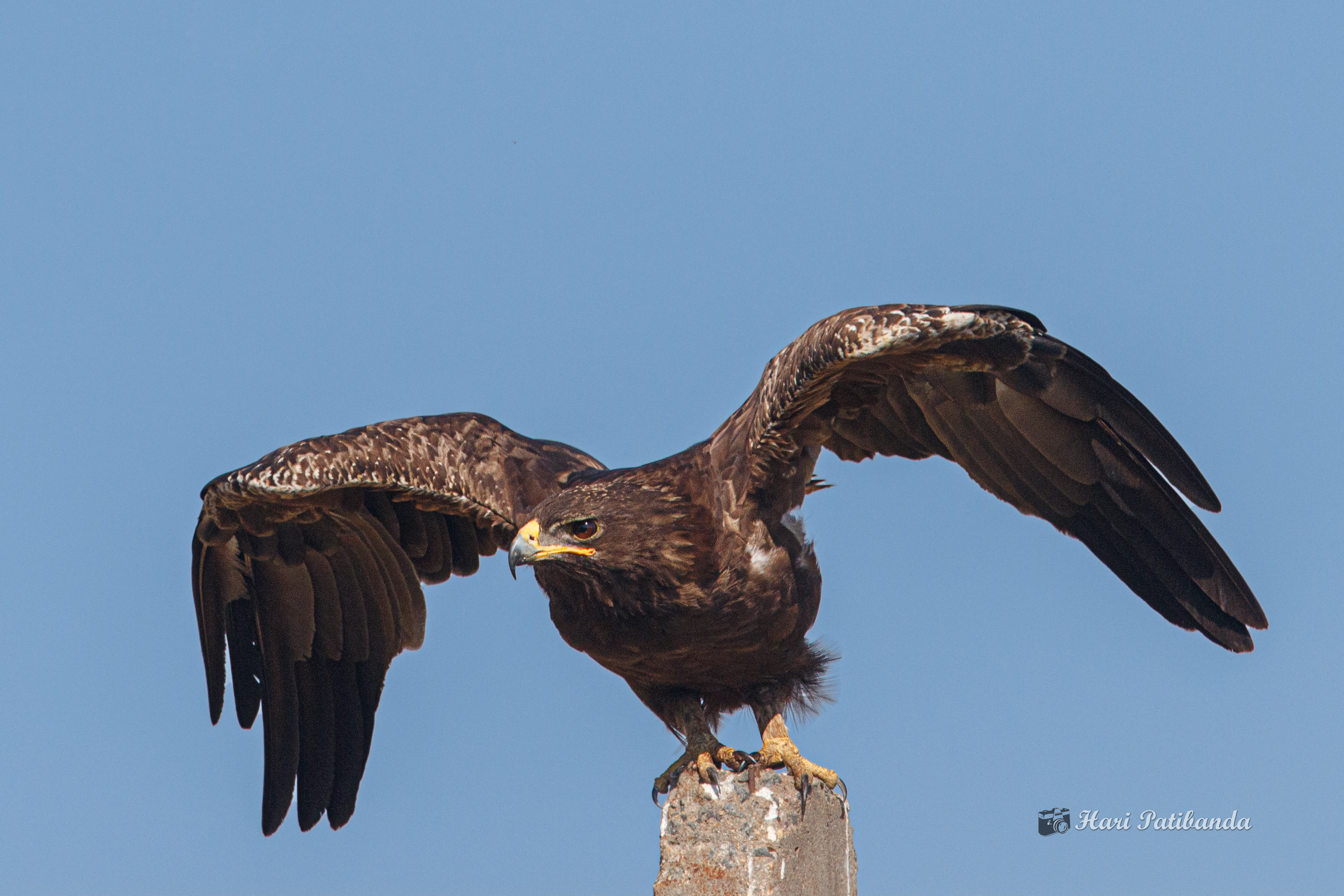
Acvila țipătoare mare este răpitoare mare și vultur de talie medie

Este un vultur de talie medie, dar și o răpitoare mare. Această specie prezintă un dimorfism sexual puternic în favoarea femelei în ceea ce privește dimensiunea, deși penajul este similar între sexe. Diferența de mărime este de până la 26%, iar femelele pot fi de două ori mai grele decât masculii, ceea ce le face să rivalizeze cu Polemaetus bellicosus ca cel mai dimorf sexual membru al Aquilinae. Cu toate acestea, cei mai mari masculi de acvilă țipătoare se pot suprapune în majoritatea măsurătorilor liniare și de masă cu femelele mai mici. Lungimea totală a acvilelor țipătoare adulte poate varia de la 59 la 74 cm. În ceea ce privește anvergura aripilor, s-a raportat că masculii măsoară 155-177 cm, în timp ce femelele pot măsura 167-185 cm.
S-a raportat că masa corporală a masculilor variază între 1,537 și 2.000 kg, în timp ce a femelelor variază între 1,820 și 3,250 kg. Printre măsurătorile standard, coarda aripii poate varia între 477-519 mm la masculi și 507-545 mm la femele. Coada scurtă variază între 227-249 mm la masculi și 235-268 mm la femele. Tarsul destul de lung are 97-105 mm la masculi și 96-112 mm la femele. Se pare că lungimea culmenului poate varia între 32,5 și 39 mm.
Sunetele sunt similare cu cele ale acvilei țipătoare mici dar mai înalte. Sunetul principal este un lătrat chiac, emis o singură dată sau repetat.

## Reproducere

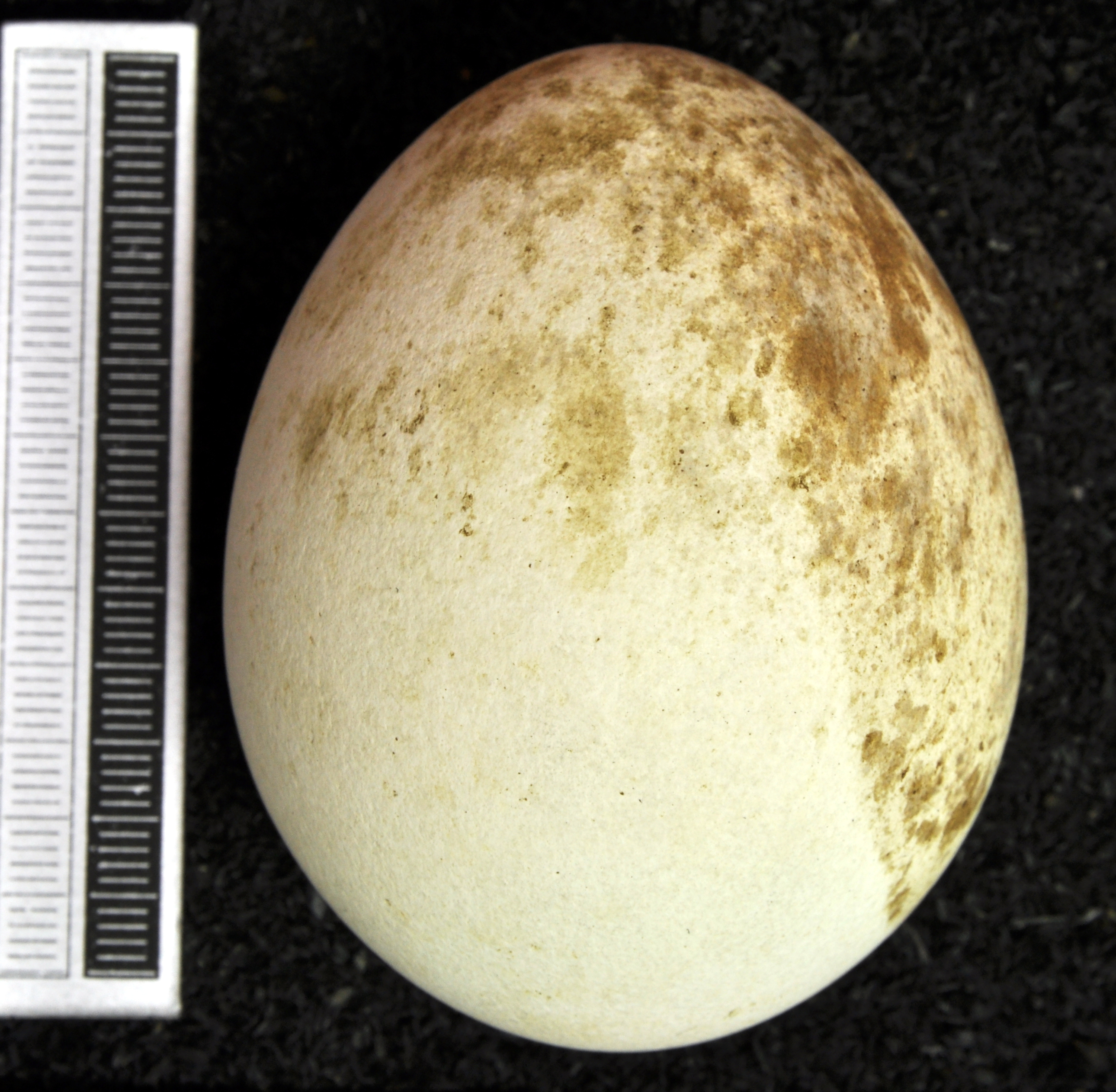
Ou de acvilă țipătoare mare (Colecția Muzeului Wiesbaden)

Acvilele țipătoare mari se întâlnesc adesea în perechi sau solitari, dar iarna se întâlnesc uneori în stoluri mici sau mari, în special în jurul surselor de hrană atractive. Specia este adesea văzută singură în timpul migrației, deși uneori se întâlnește în grupuri de câte doi, trei sau mai mulți. Această specie cuibărește de la sfârșitul lunii aprilie până în august în cea mai mare parte a arealului său. Cu toate acestea, atunci când cuibărește în Pakistan și în subcontinentul indian, poate face acest lucru în diferite rapoarte din noiembrie până în martie, uneori mai departe în iunie-iulie, indicând un program de cuibărit inconsistent acolo.
În trecut, cuiburile acvilei țipătoare mari au fost găsite la o distanță de 100 m unul de celălalt; într-un caz, patru perechi au cuibărit într-o zonă de doar 0,6 km2. O zonă de răspândire mai obișnuită poate fi în zona de 40-52 km2. În regiunea Volga-Ural, densitatea acvilelor țipătoare era de 4,76 (conform cifrelor confirmate) până la 6,15 (conform proiecțiilor bazate pe habitatul disponibil) perechi de reproducere la 100 km2 de suprafață împădurită, în timp ce în regiunea Siberiei de Vest era de 6,55-8,76 perechi de reproducere la 100 km2.
Specia construiește un cuib mare care poate măsura 70-110 cm în diametru și până la 100 cm adâncime. Cuiburile par semnificativ mai mici în subcontinentul indian, la aproximativ 60 cm în diametru și doar 5-15 cm adâncime. În cuib se depun două ouă, deși uneori cuibul conține de la unul la trei ouă. Ouăle sunt ovoide late, alb-cenușii, și tind să fie lipsite de luciu și adesea nemarcate. Cu toate acestea, uneori pot prezenta câteva pete de culoare maro închis și semne cenușii rare pe coajă. Înălțimea ouălor poate varia de la 63 la 74 mm, iar diametrul de la 47,8 la 56,7 mm.
Etapa de incubație durează 42-44 de zile conform majorității surselor, dar în sudul Belarusului a fost documentată o etapă de incubație de numai 39 de zile. Incubația începe cu primul ou. Se credea odată că masculul perechii nu participă la incubație (de obicei, ca la multe răpitoare, el are în principal responsabilitatea livrării prăzii). Cu toate acestea, în studiul belarus menționat anterior, masculul a incubat în medie 57,3 minute în timpul zilei.
Dimensiunile corporale ale puilor de acvilă țipătoare diferă semnificativ atunci când eclozează al doilea pui de acvilă, iar cel mai tânăr moare de obicei, adesea fiind omorât de fratele mai mare. Competiția care duce adesea la înfometarea sau uciderea intenționată a puiului mai tânăr de către fratele mai mare nu este neobișnuită la păsările de pradă, în special la vulturi, și este adesea considerată un fel de proces de asigurare în care fratele mai mic acționează ca o asigurare în cazul în care fratele mai mare este cumva ucis; în caz contrar, fratele mai mic (care nu este neapărat în stare proastă de sănătate) este posibil să moară. Cu toate acestea, această specie crește doi pui cel puțin ceva mai frecvent decât vulturii pestriți. Totuși, din 50 de cuiburi din rezervația naturală Oka, doar o pereche a reușit să producă doi pui într-un an.

## În România
România are aproximativ 2.300 de perechi de acvile țipătoare mici, aproape o treime din numărul acestor păsări la nivel mondial.

## Galerie

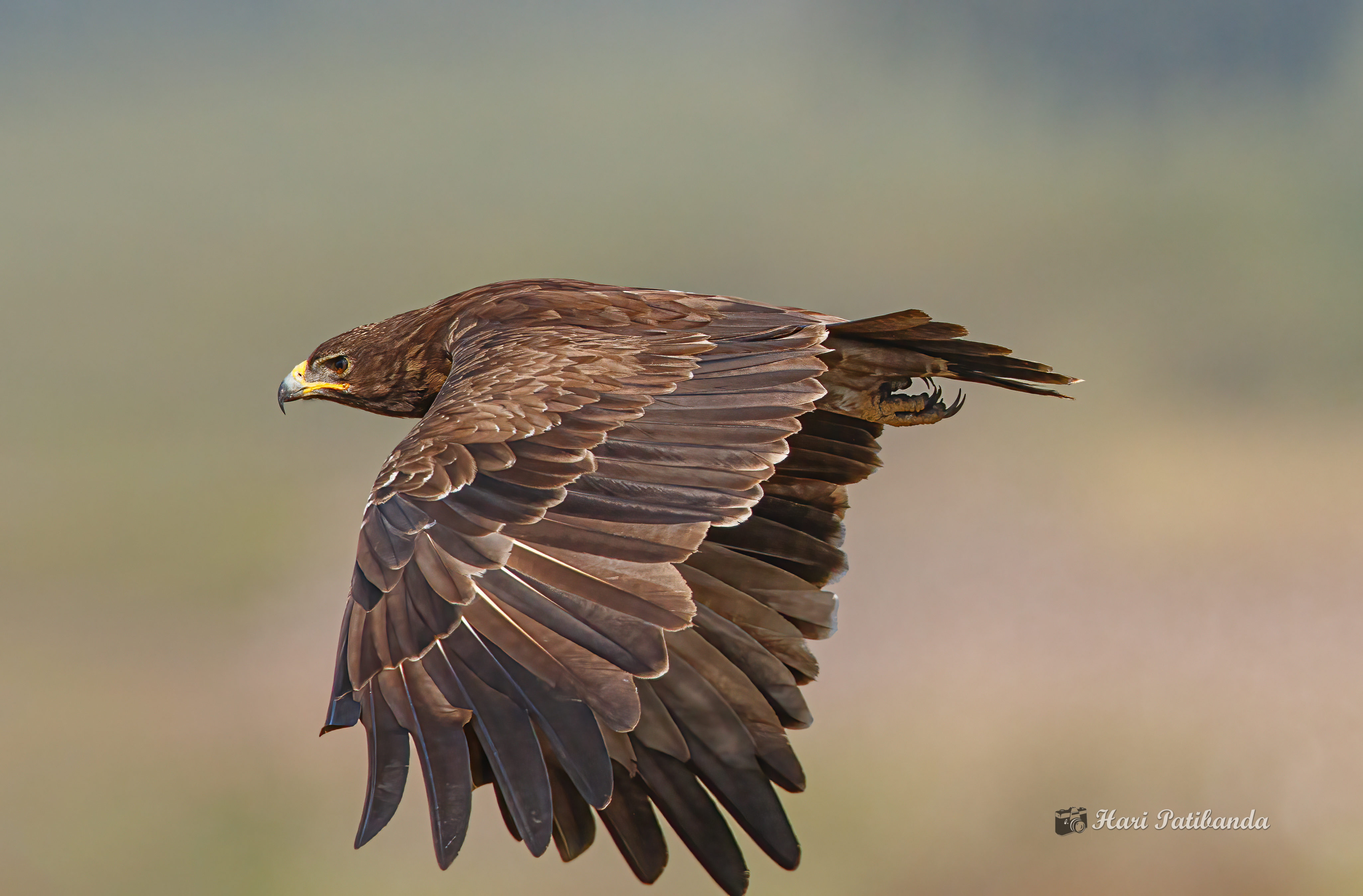
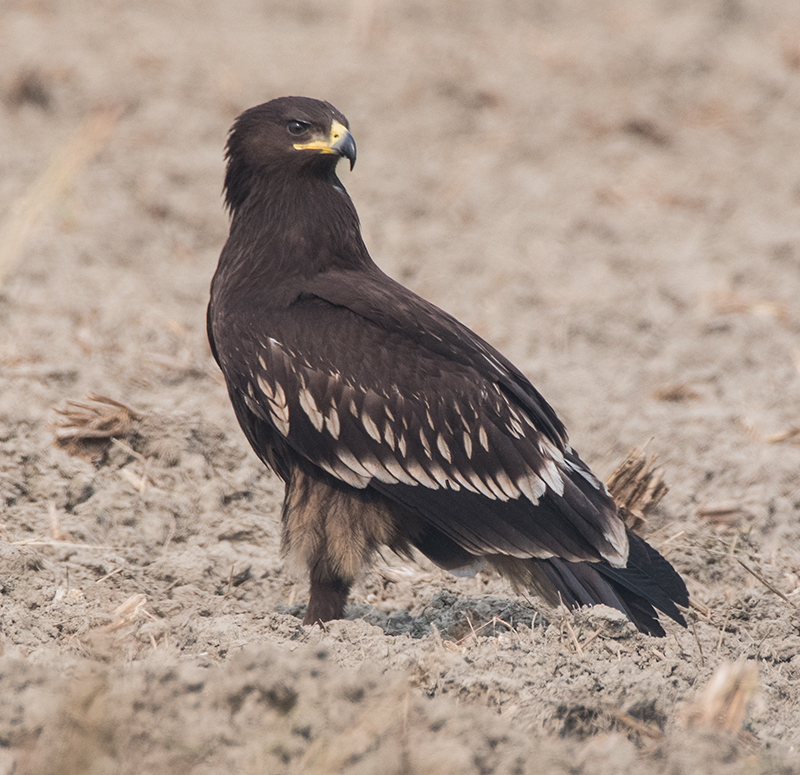
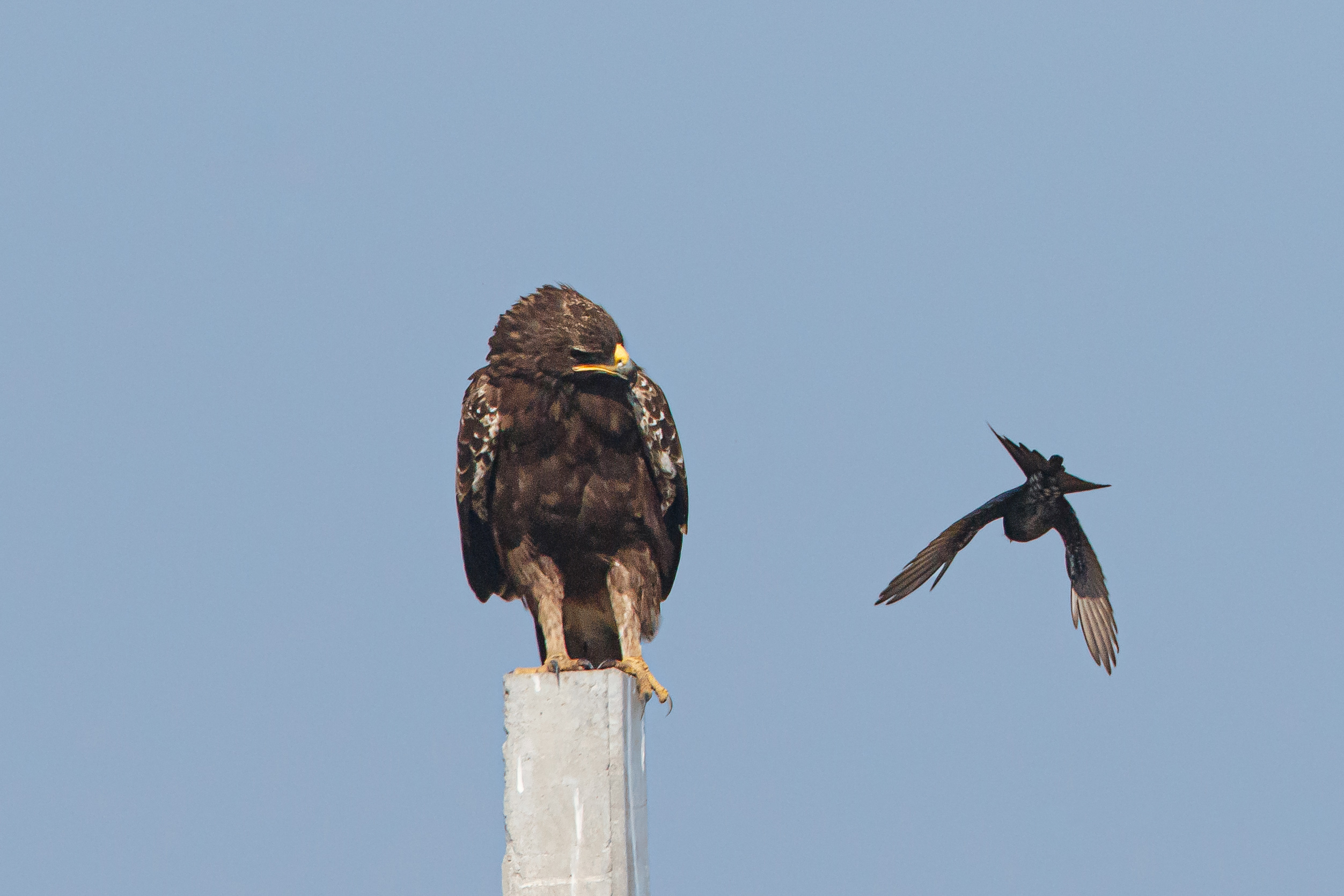